# اتحاد البوسنة والهرسك
اتحاد البوسنة والهرسك هو أحد الكيانين اللذين يشكلان البوسنة والهرسك (الآخر هو جمهورية صربسكا). يتكون اتحاد البوسنة والهرسك من عشرة كانتونات تتمتع بالحكم الذاتي لها حكوماتها ومجالسها التشريعية الخاصة. أنشئ الاتحاد بموجب اتفاقية واشنطن عام 1994 التي أنهت الحرب الكرواتية البوسنية وأنشأت جمعية تأسيسية استمر وجودها حتى أكتوبر 1996.
عاصمة الاتحاد وأكبر مدنه هي مدينة سراييفو البالغ عدد سكانها 275.524 نسمة. يشغل الاتحاد حوالي نصف أراضي البوسنة والهرسك. كان له جيشه الخاص (جيش اتحاد البوسنة والهرسك) من عام 1996 حتى عام 2005 عندما اندمج وقتها في القوات المسلحة للبوسنة والهرسك.

## التاريخ

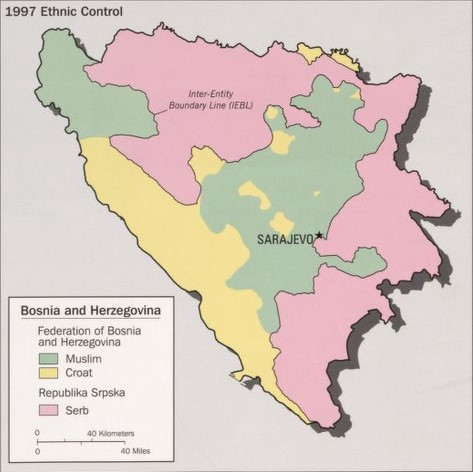
اتحاد البوسنة والهرسك عام 1997
المناطق البشناقية
المناطق الكرواتية

### التأسيس
أرست اتفاقية واشنطن الموقعة في مارس 1994 أسس إنشاء اتحاد البوسنة والهرسك. فخطط لتقسيم الأراضي التي كانت تحت سيطرة جيش جمهورية البوسنة والهرسك وقوات مجلس الدفاع الكرواتي إلى عشرة كانتونات ذاتية الحكم مشابهة لخطة فانس-أوين. اُعتمد نظام الكانتونات لمنع هيمنة أي مجموعة عرقية على الاتحاد. إلا أن الكثير من أراضي الاتحاد الحالية التي كان يطالب بها الكروات والبشناق لاتحادهم كان يسيطر عليها صرب البوسنة في ذلك الوقت.
نُفذت اتفاق واشنطن في ربيع 1994 فعقد جمعية دستورية أقرت وأعلنت دستور اتحاد البوسنة والهرسك في 24 يونيو. تمكنت القوات البوسنية والكرواتية البوسنية التابعة لاتحاد البوسنة والهرسك في عام 1995 من هزيمة قوات مقاطعة غرب البوسنة المستقلة وضمت إلى الاتحاد باسم كانتون يونا سانا.

### ما بعد الحرب
أنهت اتفاقية دايتون لعام 1995 حرب البوسنة والهرسك التي استمرت أربع سنوات، وأسس اتحاد البوسنة والهرسك من 51٪ من مساحة البلاد، أسست الكانتونات والهيكل الفيدرالي تدريجيًا بعد الحرب. وظلت المؤسسات الكرواتية الانفصالية في البوسنة والهرسك تعمل بالتوازي مع المؤسسات الفيدرالية حتى عامي 1996-1997 عندما ألغيت تدريجيًا. أسست مقاطعة برتشكو كمنطقة ذات حكم ذاتي داخل البوسنة والهرسك في 8 مارس 2000 من أجزاء تابعة لكلا الكيانين البوسنيين.
فرض مكتب الممثل السامي تعديلات على دستور الاتحاد وقانونه الانتخابي في عامي 2001 و2002 تماشيًا مع قرارات المحكمة الدستورية للبوسنة والهرسك بشأن المساواة السياسية بين الشعوب الثلاث المؤسسة (U-5/98). أثارت هذه التعديلات استياء الكروات البوسنيين الذين اعتبروا أنهم فقدوا حقهم في التمثيل السياسي بسبب سيطرة البشناق على الأغلبية في مجلس الشيوخ. أسس السياسيون الكروات الغاضبون جمعية وطنية كرواتية منفصلة، وأجروا استفتاء موازٍ للانتخابات وأعلنوا عن حكم ذاتي في المناطق ذات الأغلبية الكرواتية داخل الاتحاد. انتهت محاولاتهم هذه بعد فترة وجيزة من قمع قوة تحقيق الاستقرار لهم والإجراءات القانونية.
تصر الأحزاب السياسية الكرواتية الغير عن تمثيل الكروات في الاتحاد على تأسيس كيان اتحادي ذو أغلبية كرواتية بدلًا من الكانتونات المتعددة. يعارض حزب العمل الديمقراطي وأحزاب بوسنية أخرى هذا الطرح بقوة. ذكرت الجمعية الوطنية الكرواتية في يناير 2017 أنه "لكي تصبح البوسنة والهرسك مكتفية ذاتيًا، من الضروري إجراء إعادة تنظيم إداري إقليمي يؤسس وحدة فيدرالية بأغلبية كرواتية. وهذا هو طموح الشعب الكرواتي في البوسنة والهرسك".
دعمت السفارة الأمريكية في فبراير 2013 مجموعة عمل من الخبراء قدمت 188 توصية إلى مجلس النواب في الاتحاد في عام 2013 بهدف تبسيط هياكل الحوكمة المعقدة والمكلفة والتي تتداخل فيها الاختصاصات بين الاتحاد والكانتونات والبلديات كما هو موضح في دستور الاتحاد. لكن لم يعتمد البرلمان المبادرة في نهاية المطاف.
أبطلت المحكمة الدستورية للبوسنة والهرسك في ديسمبر 2016 النظام الانتخابي لاختيار مجلس الشعب الاتحادي بطريقة غير مباشرة عقب استئناف تقدم به الاتحاد الديمقراطي الكرواتي للبوسنة والهرسك بقيادة بوزو ليوبيتش، معتبرة أنه لا يكفل تمثيلًا شرعيًا للشعوب المؤسسة. أقرت لجنة الانتخابات المركزية للبوسنة والهرسك في صيف 2018 صيغة مؤقتة جديدة لتشكيل مجلس الشعب في ظل غياب تعديلات تشريعية لتحديث قانون الانتخابات، معتمدة على نظام التمثيل الأدنى (ممثل واحد لكل شعب من الشعوب الناخبة في كل كانتون) بناءً على إحصاء 2013.
علق المندوب السامي الدستور الفيدرالي ليوم واحد في عام 203 بهدف تشكيل حكومة جديدة، مما أثار فضيحة كبيرة وأزمة سياسية. اعتبر البعض هذا الفعل "خيانة".

## السياسة
تهيمن ثلاثة أحزاب كبيرة على الحكومة والسياسة في الاتحاد، وهي حزب العمل الديمقراطي والحزب الديمقراطي الاجتماعي للبوسنة والهرسك والاتحاد الديمقراطي الكرواتي للبوسنة والهرسك ‏.
المؤسسات الإدارية الرئيسة للاتحاد هي المؤسسات التالية:
- الرئيس الاتحادي مع نائبين للرئيس (قائمة رؤساء اتحاد البوسنة والهرسك)
- حكومة اتحادية تضمن التمثيل العرقي (قائمة رؤساء وزراء اتحاد البوسنة والهرسك)
- برلمان من مجلسين:
  - المجلس الأدنى مجلس النواب
  - المجلس الأعلى مجلس الشعوب الذي يحمي مصالح الشعوب الثلاثة المكونة؛
- المحكمة الدستورية الاتحادية

### التقسيم الإداري
ينقسم الاتحاد إلى عشرة كانتونات تتمتع باستقلال ذاتي كبير. ولكل منها حكومتها وجمعياتها واختصاصاتها الحصرية. فمثلا قضت المحكمة الدستورية للاتحاد في عام 2010 بعدم دستورية وزارتين من وزارات الاتحاد ــ وزارة التعليم والعلوم ووزارة الثقافة والرياضة ــ لأن التعليم والثقافة من اختصاص الكانتونات.
فيما يلي الكانتونات العشر (اللغة البوسنوية: kantoni، اللغة الكرواتية: županije):

## السكان
يشكل اتحاد البوسنة والهرسك حوالي 51% من إجمالي مساحة البوسنة والهرسك ويعيش به 62.85% من إجمالي سكان البلاد.
| المجموعة العرقية | سكان 1991 | سكان 1991 | سكان 2013 | سكان 2013 |
| المجموعة العرقية | العدد     | %         | العدد     | %         |
| ---------------- | --------- | --------- | --------- | --------- |
| بشناق            | 1,423,593 | 52.34%    | 1,562,372 | 70.40%    |
| كروات            | 594,362   | 21.85%    | 497,883   | 22.44%    |
| صرب              | 478,122   | 17.58%    | 56,550    | 2.55%     |
| يوغوسلاف         | 161,938   | 5.95%     |           |           |
| أخرى             | 62,059    | 2.28%     | 102,415   | 4.61%     |
| المجموع          | 2,720,074 | 2,720,074 | 2,219,220 | 2,219,220 |

| المدن والبلدات الكبرى في اتحاد البوسنة والهرسك تعداد 2013 | المدن والبلدات الكبرى في اتحاد البوسنة والهرسك تعداد 2013 | المدن والبلدات الكبرى في اتحاد البوسنة والهرسك تعداد 2013 | المدن والبلدات الكبرى في اتحاد البوسنة والهرسك تعداد 2013 | المدن والبلدات الكبرى في اتحاد البوسنة والهرسك تعداد 2013 | المدن والبلدات الكبرى في اتحاد البوسنة والهرسك تعداد 2013 | المدن والبلدات الكبرى في اتحاد البوسنة والهرسك تعداد 2013 | المدن والبلدات الكبرى في اتحاد البوسنة والهرسك تعداد 2013 | المدن والبلدات الكبرى في اتحاد البوسنة والهرسك تعداد 2013 | المدن والبلدات الكبرى في اتحاد البوسنة والهرسك تعداد 2013 |
|                                                           | الترتيب                                                   |                                                           | كانتون                                                    | السكان                                                    | الترتيب                                                   |                                                           | كانتون                                                    | السكان                                                    |                                                           |
| --------------------------------------------------------- | --------------------------------------------------------- | --------------------------------------------------------- | --------------------------------------------------------- | --------------------------------------------------------- | --------------------------------------------------------- | --------------------------------------------------------- | --------------------------------------------------------- | --------------------------------------------------------- | --------------------------------------------------------- |
| سراييفو توزلا                                             | 1                                                         | سراييفو                                                   | كانتون سراييفو                                            | 275,524                                                   | 11                                                        | لوكافاكس                                                  | كانتون توزلا                                              | 44,520                                                    | زينيتسا موستار                                            |
| سراييفو توزلا                                             | 2                                                         | توزلا                                                     | كانتون توزلا                                              | 110,979                                                   | 12                                                        | تيشان                                                     | كانتون زينيكا-دوبوي                                       | 43,063                                                    | زينيتسا موستار                                            |
| سراييفو توزلا                                             | 3                                                         | زينيتسا                                                   | كانتون زينيكا-دوبوي                                       | 110,663                                                   | 13                                                        | جراداتشاتس                                                | كانتون توزلا                                              | 41,836                                                    | زينيتسا موستار                                            |
| سراييفو توزلا                                             | 4                                                         | موستار                                                    | كانتون الهرسك-نيريتفا                                     | 105,797                                                   | 14                                                        | سانسكي موست                                               | كانتون يونا-سانا                                          | 41,475                                                    | زينيتسا موستار                                            |
| سراييفو توزلا                                             | 5                                                         | إليجا                                                     | كانتون سراييفو                                            | 71,892                                                    | 15                                                        | فيسوكو                                                    | كانتون زينيكا-دوبوي                                       | 41,352                                                    | زينيتسا موستار                                            |
| سراييفو توزلا                                             | 6                                                         | كازين                                                     | كانتون يونا-سانا                                          | 66,149                                                    | 16                                                        | فليكا كلادوشا                                             | كانتون يونا-سانا                                          | 40,419                                                    | زينيتسا موستار                                            |
| سراييفو توزلا                                             | 7                                                         | Živinice                                                  | كانتون توزلا                                              | 57,765                                                    | 17                                                        | زافيدوفيتشي                                               | كانتون زينيكا-دوبوي                                       | 40,272                                                    | زينيتسا موستار                                            |
| سراييفو توزلا                                             | 8                                                         | بيخاتش                                                    | كانتون يونا-سانا                                          | 56,261                                                    | 18                                                        | سريبرنيك                                                  | كانتون توزلا                                              | 39,678                                                    | زينيتسا موستار                                            |
| سراييفو توزلا                                             | 9                                                         | تراونيك                                                   | كانتون البوسنة الوسطى                                     | 53,482                                                    | 19                                                        | كاكاني                                                    | كانتون زينيكا-دوبوي                                       | 38,937                                                    | زينيتسا موستار                                            |
| سراييفو توزلا                                             | 10                                                        | غراتسانيتسا                                               | كانتون توزلا                                              | 48,395                                                    | 20                                                        | ليفنو                                                     | كانتون 10                                                 | 37,487                                                    | زينيتسا موستار                                            |